# Gyöngyössy Anikó
Gyöngyössy Anikó (Budapest, 1990. május 21. –) olimpiai- és Európa-bajnoki bronzérmes magyar válogatott vízilabdázó.

## Pályafutása
Pályafutását centerként kezdte, majd kapus lett. A junior Eb-n 2006-ban bronz, 2008-ban ezüstérmet szerzett. Kapusként huszonhatszoros felnőtt válogatott volt. Szerepelt a 2009-es világbajnokságon és a 2010-es Európa-bajnokságon. 2011-ben Németországba igazolt. Innentől a mezőnyben játszott. 2013-ban hazatért és a BVSC játékosa lett. 2017-től újra újra válogatott lett mezőnyjátékosként. A 2018-as Európa-bajnokságon és a 2019-es világbajnokságon negyedik lett. Tagja volt a 2021-re halasztott tokiói olimpián bronzérmet szerző válogatottnak.

## Díjai
- Magyar Arany Érdemkereszt (2021)[3]